# 佐々木美鈴
佐々木 美鈴（ささき みすず、1963年12月8日 - ）は、日本の女優、司会者。有限会社フロックスに所属していた。
神奈川県出身。身長160cm。血液型はA型。趣味はジャズダンス、タップダンス。

## 出演

### Vシネマ
- 新・日本の首領 - OL 役
- 炎と氷 - クラブのママ 役

### 映画
- ギミー・ヘブン - OL 役

### テレビドラマ
- 土曜ワイド劇場 第一級殺人弁護（テレビ朝日） - 傍聴人 役
- 熱血刑事吉永誠一・絵が殺した（2004年、テレビ東京/BSジャパン） - キャリアウーマン 役
- すずがくれた音（2004年、TBS） - 飼い主 役
- 女と愛とミステリー 轟法律事務所・見えない絆（2004年、テレビ東京/BSジャパン） - 母親 役

### テレビ番組
- 発掘!あるある大事典（関西テレビ）

### テレビアニメ
- 名探偵コナン - 主婦 役

### CM
- KDDI

### ビデオパッケージ
- NTTドコモ